# Llista de topònims de Ventalló
Llista de topònims (noms propis de lloc) del municipi de Ventalló, a l'Alt Empordà
Informació actualitzada per un bot. Els canvis manuals es perdran quan s'actualitzi!

## casa
| imatge | Nom                                 | Ubicat a            | instància de | Detalls                                          | coordenades                                                                    | Protecció                                  | Commons (més fotos)                        | Dades a WD                    |
| ------ | ----------------------------------- | ------------------- | ------------ | ------------------------------------------------ | ------------------------------------------------------------------------------ | ------------------------------------------ | ------------------------------------------ | ----------------------------- |
|        | Ca la Magdalena                     | Ventalló            | casa         | Estil: modernisme català arquitectura modernista | 42° 08′ 59″ N, 3° 01′ 36″ E / 42.149605°N,3.026701°E                           | bé cultural d'interès local                |                                            | Modifica les dades a Wikidata |
|        | Can Batlle                          | Ventalló            | casa         | Estil: arquitectura popular                      | 42° 09′ 19″ N, 3° 04′ 11″ E / 42.155144°N,3.069673°E 5 msnm                    | bé integrant del patrimoni cultural català | Can Batlle (Ventalló)                      | Modifica les dades a Wikidata |
|        | Can Joanmiquel                      | Ventalló Pelacalç   | casa         | Estil: arquitectura gòtica arquitectura popular  | 42° 08′ 43″ N, 3° 04′ 16″ E / 42.145168°N,3.071206°E 4 msnm                    | bé cultural d'interès local                | Can Joanmiquel                             | Modifica les dades a Wikidata |
|        | Can Marisch                         | Ventalló            | casa         | Estil: arquitectura gòtica                       | 42° 09′ 41″ N, 3° 02′ 11″ E / 42.161459°N,3.036524°E                           | bé cultural d'interès local                | Can Marisch                                | Modifica les dades a Wikidata |
|        | Can Pere Batlle                     | Ventalló            | casa         | Estil: arquitectura popular                      | 42° 08′ 56″ N, 3° 01′ 38″ E / 42.148965°N,3.027112°E ca:Plaça Major, 2 29 msnm | bé integrant del patrimoni cultural català | Can Pere Batlle                            | Modifica les dades a Wikidata |
|        | Can Picó                            | Ventalló Pelacalç   | casa         | Estil: arquitectura gòtica arquitectura popular  | 42° 08′ 44″ N, 3° 04′ 16″ E / 42.145429°N,3.071181°E 4 msnm                    | bé cultural d'interès local                | Can Picó                                   | Modifica les dades a Wikidata |
|        | Can Ribes                           | Ventalló            | casa         | Estil: arquitectura gòtica arquitectura popular  | 42° 09′ 40″ N, 3° 02′ 11″ E / 42.161247°N,3.036511°E 12 msnm                   | bé cultural d'interès local                | Can Ribes (Ventalló)                       | Modifica les dades a Wikidata |
|        | Can Saliné                          | Ventalló Montiró    | casa         | Estil: arquitectura popular                      | 42° 09′ 16″ N, 3° 04′ 13″ E / 42.154333°N,3.070278°E 4 msnm                    | bé integrant del patrimoni cultural català | Can Saliné                                 | Modifica les dades a Wikidata |
|        | Can Sastregener                     | Ventalló            | casa         |                                                  | 42° 08′ 56″ N, 3° 01′ 35″ E / 42.148965°N,3.026368°E ca:Carrer Església, 4     | bé cultural d'interès local                |                                            | Modifica les dades a Wikidata |
|        | Can Viader                          | Ventalló Montiró    | casa         | Estil: arquitectura popular                      | 42° 09′ 18″ N, 3° 04′ 12″ E / 42.154896°N,3.070127°E 5 msnm                    | bé integrant del patrimoni cultural català | Can Viader (Ventalló)                      | Modifica les dades a Wikidata |
|        | Casa Perramón                       | Ventalló            | casa         |                                                  |                                                                                | bé d'interès cultural                      |                                            | Modifica les dades a Wikidata |
|        | casa a la plaça de l'Empedrat, 4    | Valveralla Ventalló | casa         | Estil: arquitectura popular                      | 42° 09′ 42″ N, 3° 02′ 12″ E / 42.161653°N,3.036621°E 13 msnm                   | bé integrant del patrimoni cultural català | Casa a la plaça de l'Empedrat, 4           | Modifica les dades a Wikidata |
|        | casa al carrer Sant Sadurní, 1      | Montiró Ventalló    | casa         | Estil: arquitectura popular                      | 42° 09′ 15″ N, 3° 04′ 11″ E / 42.154279°N,3.069775°E 5 msnm                    | bé integrant del patrimoni cultural català | Casa al carrer Sant Sadurní, 1             | Modifica les dades a Wikidata |
|        | casa al carrer de Mossèn Trayter, 4 | Ventalló            | casa         |                                                  | 42° 08′ 57″ N, 3° 01′ 37″ E / 42.149163°N,3.027082°E                           | bé integrant del patrimoni cultural català | Casa al carrer de Mossèn Trayter, 4        | Modifica les dades a Wikidata |
|        | casa al carrer de l'Església, 4     | Ventalló            | casa         | Estil: arquitectura popular                      | 42° 08′ 55″ N, 3° 01′ 35″ E / 42.148749°N,3.026374°E 29 msnm                   | bé integrant del patrimoni cultural català | Casa al carrer de l'Església, 4 (Ventalló) | Modifica les dades a Wikidata |

## casa forta
| imatge | Nom            | Ubicat a | instància de | Detalls                                         | coordenades                                                                           | Protecció                                            | Commons (més fotos)       | Dades a WD                    |
| ------ | -------------- | -------- | ------------ | ----------------------------------------------- | ------------------------------------------------------------------------------------- | ---------------------------------------------------- | ------------------------- | ----------------------------- |
|        | Cal Ferrer     | Ventalló | casa forta   | Estil: arquitectura gòtica arquitectura popular | 42° 09′ 54″ N, 3° 00′ 30″ E / 42.164946°N,3.008449°E 24 msnm                          | bé cultural d'interès local                          | Cal Ferrer (Vila-robau)   | Modifica les dades a Wikidata |
|        | casa del Delme | Ventalló | casa forta   | Estil: arquitectura popular 16th century        | 42° 08′ 55″ N, 3° 01′ 37″ E / 42.148719°N,3.026957°E ca:Plaça Major, Ventalló 30 msnm | bé d'interès cultural bé cultural d'interès nacional | Casa del Delme (Ventalló) | Modifica les dades a Wikidata |

## edifici
| imatge | Nom                      | Ubicat a            | instància de  | Detalls                                                               | coordenades                                                                                | Protecció                                            | Commons (més fotos)  | Dades a WD                    |
| ------ | ------------------------ | ------------------- | ------------- | --------------------------------------------------------------------- | ------------------------------------------------------------------------------------------ | ---------------------------------------------------- | -------------------- | ----------------------------- |
|        | Antic Molí de Vila-robau | Ventalló Vila-robau | edifici       | Estil: arquitectura popular                                           | 42° 09′ 53″ N, 3° 00′ 44″ E / 42.164851°N,3.012174°E                                       | bé cultural d'interès local                          |                      | Modifica les dades a Wikidata |
|        | Cadirat                  | Ventalló            | edifici       |                                                                       | 42° 09′ 55″ N, 3° 01′ 05″ E / 42.16536°N,3.018133°E                                        | bé cultural d'interès local                          |                      | Modifica les dades a Wikidata |
|        | Can Costalet             | Ventalló            | edifici masia |                                                                       | 42° 09′ 53″ N, 3° 00′ 33″ E / 42.1646911678846°N,3.00911581109203°E                        |                                                      |                      | Modifica les dades a Wikidata |
|        | Molí Roques del Tit      | Ventalló            | edifici       | Estil: arquitectura popular                                           |                                                                                            | bé integrant del patrimoni cultural català           |                      | Modifica les dades a Wikidata |
|        | Portal de Vila-robau     | Ventalló Vila-robau | edifici       | Estil: arquitectura popular                                           | 42° 09′ 54″ N, 3° 00′ 31″ E / 42.165117°N,3.008688°E ca:Carrer Fluvià (Vila-robau) 20 msnm | bé integrant del patrimoni cultural català           | Portal de Vila-robau | Modifica les dades a Wikidata |
|        | palau dels Margarit      | Ventalló Montiró    | edifici       | Estil: arquitectura del Renaixement arquitectura popular 17th century | 42° 09′ 18″ N, 3° 04′ 11″ E / 42.154929°N,3.06976°E ca:Carrer Palau, 1, Montiró 5 msnm     | bé d'interès cultural bé cultural d'interès nacional | Palau dels Margarit  | Modifica les dades a Wikidata |

## entitat singular de població
| imatge | Nom                   | Ubicat a | instància de                                                                   | Detalls                            | coordenades                                                                | Protecció                                  | Commons (més fotos) | Dades a WD                    |
| ------ | --------------------- | -------- | ------------------------------------------------------------------------------ | ---------------------------------- | -------------------------------------------------------------------------- | ------------------------------------------ | ------------------- | ----------------------------- |
|        | Montiró               | Ventalló | entitat singular de població ens local històric de Catalunya                   | 16 hab                             | 42° 09′ 17″ N, 3° 04′ 12″ E / 42.154594°N,3.070096°E                       |                                            | Montiró             | Modifica les dades a Wikidata |
|        | Pelacalç              | Ventalló | entitat singular de població ens local històric de Catalunya                   | 283 hab                            | 42° 08′ 39″ N, 3° 04′ 17″ E / 42.144281657657°N,3.0714831071293°E          |                                            |                     | Modifica les dades a Wikidata |
|        | Saldet                | Ventalló | entitat singular de població ens local històric de Catalunya                   | 61 hab                             | 42° 10′ 17″ N, 3° 03′ 38″ E / 42.171306912161°N,3.0606171060253°E 7 msnm   |                                            | Saldet              | Modifica les dades a Wikidata |
|        | Valveralla            | Ventalló | entitat singular de població ens local històric de Catalunya                   | 80 hab                             | 42° 09′ 33″ N, 3° 02′ 11″ E / 42.15906944°N,3.03626389°E 13 msnm           |                                            |                     | Modifica les dades a Wikidata |
|        | Ventalló              | Ventalló | entitat singular de població ens local històric de Catalunya capital municipal | 231 hab                            | 42° 08′ 57″ N, 3° 01′ 35″ E / 42.14921°N,3.02635°E 27 msnm                 |                                            |                     | Modifica les dades a Wikidata |
|        | Vila-robau            | Ventalló | entitat singular de població ens local històric de Catalunya                   | Estil: arquitectura popular 64 hab | 42° 09′ 52″ N, 3° 00′ 31″ E / 42.164504°N,3.008748°E 24 msnm               | bé integrant del patrimoni cultural català | Vila-robau          | Modifica les dades a Wikidata |
|        | els Masos de Ventalló | Ventalló | entitat singular de població                                                   | 121 hab                            | 42° 09′ 04″ N, 3° 01′ 21″ E / 42.1509905792734°N,3.0224033560037°E 35 msnm |                                            |                     | Modifica les dades a Wikidata |
|        | l'Arbre Sec           | Ventalló | entitat singular de població                                                   | 35 hab                             | 42° 09′ 41″ N, 3° 02′ 41″ E / 42.1613483°N,3.0447605°E 11 msnm             |                                            |                     | Modifica les dades a Wikidata |

## església
| imatge | Nom                                         | Ubicat a          | instància de | Detalls                                               | coordenades                                                  | Protecció                   | Commons (més fotos)            | Dades a WD                    |
| ------ | ------------------------------------------- | ----------------- | ------------ | ----------------------------------------------------- | ------------------------------------------------------------ | --------------------------- | ------------------------------ | ----------------------------- |
|        | Sant Andreu                                 | Ventalló          | església     | Estil: arquitectura barroca 1721                      | 42° 09′ 52″ N, 3° 00′ 33″ E / 42.164563°N,3.009118°E 21 msnm | bé cultural d'interès local | Sant Andreu de Vila-robau      | Modifica les dades a Wikidata |
|        | Sant Miquel de Ventalló                     | Ventalló          | església     | Estil: arquitectura gòtica                            | 42° 08′ 57″ N, 3° 01′ 35″ E / 42.149141°N,3.026471°E         | bé cultural d'interès local | Sant Miquel de Ventalló        | Modifica les dades a Wikidata |
|        | Sant Sadurní de Montiró                     | Ventalló Montiró  | església     | Estil: arquitectura romànica arquitectura barroca     | 42° 09′ 17″ N, 3° 04′ 11″ E / 42.154698°N,3.069824°E 4 msnm  | bé cultural d'interès local | Sant Sadurní de Montiró        | Modifica les dades a Wikidata |
|        | Sant Vicenç de Valveralla                   | Ventalló          | església     | Estil: arquitectura barroca arquitectura popular      | 42° 09′ 41″ N, 3° 02′ 12″ E / 42.161301°N,3.036681°E 13 msnm | bé cultural d'interès local | Sant Vicenç de Valveralla      | Modifica les dades a Wikidata |
|        | Santa Eugènia de Saldet                     | Ventalló Saldet   | església     | Estil: arquitectura romànica arquitectura popular     | 42° 10′ 16″ N, 3° 03′ 46″ E / 42.171111°N,3.062705°E         | bé cultural d'interès local | Santa Eugènia de Saldet        | Modifica les dades a Wikidata |
|        | Santa Maria de l'Om                         | Ventalló Pelacalç | església     | Estil: arquitectura romànica arquitectura neoclàssica | 42° 09′ 00″ N, 3° 03′ 49″ E / 42.150094°N,3.063646°E 5 msnm  | bé cultural d'interès local | Santa Maria de l'Om (Ventalló) | Modifica les dades a Wikidata |
|        | capella de l'Assumpta                       | Ventalló          | església     | Estil: arquitectura popular                           | 42° 08′ 43″ N, 3° 04′ 13″ E / 42.145286°N,3.070213°E 4 msnm  | bé cultural d'interès local | Capella de l'Assumpta          | Modifica les dades a Wikidata |
|        | església vella de Sant Andreu de Vila-robau | Ventalló          | església     | Estil: art preromànic                                 | 42° 09′ 55″ N, 3° 00′ 31″ E / 42.165207°N,3.008609°E         | bé cultural d'interès local |                                | Modifica les dades a Wikidata |

## font
| imatge | Nom                         | Ubicat a | instància de | Detalls                     | coordenades                                                         | Protecció                   | Commons (més fotos)                     | Dades a WD                    |
| ------ | --------------------------- | -------- | ------------ | --------------------------- | ------------------------------------------------------------------- | --------------------------- | --------------------------------------- | ----------------------------- |
|        | Font Peregrina              | Ventalló | font         | Estil: arquitectura popular |                                                                     | bé cultural d'interès local |                                         | Modifica les dades a Wikidata |
|        | Font Xicomenut              | Ventalló | font         | Estil: arquitectura popular |                                                                     | bé cultural d'interès local |                                         | Modifica les dades a Wikidata |
|        | font d'en Xico Menut        | Ventalló | font         |                             | 42° 08′ 29″ N, 3° 01′ 32″ E / 42.1412539743463°N,3.02549791387348°E |                             |                                         | Modifica les dades a Wikidata |
|        | font de la plaça de la Font | Ventalló | font         | Estil: arquitectura popular | 42° 08′ 57″ N, 3° 01′ 35″ E / 42.149276°N,3.026302°E                | bé cultural d'interès local | Font de la Plaça de la Font de Ventalló | Modifica les dades a Wikidata |

## granja
| imatge | Nom                 | Ubicat a | instància de | Detalls | coordenades                                                         | Protecció | Commons (més fotos) | Dades a WD                    |
| ------ | ------------------- | -------- | ------------ | ------- | ------------------------------------------------------------------- | --------- | ------------------- | ----------------------------- |
|        | Granges Tiana       | Ventalló | granja       |         | 42° 09′ 32″ N, 3° 02′ 13″ E / 42.1588404550223°N,3.03683513620317°E |           |                     | Modifica les dades a Wikidata |
|        | Granja Contreres    | Ventalló | granja       |         | 42° 08′ 44″ N, 3° 01′ 35″ E / 42.1456039133429°N,3.02626210756086°E |           |                     | Modifica les dades a Wikidata |
|        | Granja Ferrer       | Ventalló | granja       |         | 42° 09′ 33″ N, 3° 02′ 14″ E / 42.1592546329641°N,3.03719852503771°E |           |                     | Modifica les dades a Wikidata |
|        | Granja Jordi        | Ventalló | granja       |         | 42° 09′ 41″ N, 3° 03′ 31″ E / 42.1614252061124°N,3.05868682424915°E |           |                     | Modifica les dades a Wikidata |
|        | Granja Puigverd     | Ventalló | granja       |         | 42° 09′ 21″ N, 3° 02′ 35″ E / 42.1558932265869°N,3.04295820978538°E |           |                     | Modifica les dades a Wikidata |
|        | Granja d'en Grau    | Ventalló | granja       |         | 42° 10′ 04″ N, 3° 03′ 26″ E / 42.1676853726582°N,3.05727614242965°E |           |                     | Modifica les dades a Wikidata |
|        | Granja d'en Pol     | Ventalló | granja       |         | 42° 10′ 24″ N, 3° 03′ 52″ E / 42.1733826246235°N,3.06443690213745°E |           |                     | Modifica les dades a Wikidata |
|        | Granja d'en Roca    | Ventalló | granja       |         | 42° 10′ 20″ N, 3° 04′ 04″ E / 42.1721287608526°N,3.06786202596801°E |           |                     | Modifica les dades a Wikidata |
|        | Granja d'en Torrent | Ventalló | granja       |         | 42° 09′ 51″ N, 3° 04′ 00″ E / 42.1640957364964°N,3.06669127662818°E |           |                     | Modifica les dades a Wikidata |
|        | Granja de Saldet    | Ventalló | granja       |         | 42° 09′ 57″ N, 3° 03′ 25″ E / 42.1657041932402°N,3.05681432039459°E |           |                     | Modifica les dades a Wikidata |

## masia
| imatge | Nom              | Ubicat a         | instància de | Detalls                                          | coordenades                                                                                     | Protecció                                  | Commons (més fotos) | Dades a WD                    |
| ------ | ---------------- | ---------------- | ------------ | ------------------------------------------------ | ----------------------------------------------------------------------------------------------- | ------------------------------------------ | ------------------- | ----------------------------- |
|        | Ca l'Isidre      | Ventalló         | masia        |                                                  | 42° 08′ 23″ N, 3° 04′ 06″ E / 42.139696283669°N,3.06845664952998°E                              |                                            |                     | Modifica les dades a Wikidata |
|        | Ca la Roser      | Ventalló         | masia        |                                                  | 42° 09′ 40″ N, 3° 02′ 15″ E / 42.1611098120303°N,3.03763540271801°E                             |                                            |                     | Modifica les dades a Wikidata |
|        | Cal Carnisser    | Ventalló         | masia        |                                                  | 42° 08′ 59″ N, 3° 01′ 35″ E / 42.1495937415449°N,3.02636058160219°E                             |                                            |                     | Modifica les dades a Wikidata |
|        | Cal Carreter     | Ventalló         | masia        |                                                  | 42° 09′ 00″ N, 3° 01′ 34″ E / 42.1500531110838°N,3.02617922418033°E                             |                                            |                     | Modifica les dades a Wikidata |
|        | Cal Guixater     | Ventalló         | masia        |                                                  | 42° 09′ 52″ N, 3° 00′ 34″ E / 42.1643939259737°N,3.00949105238075°E                             |                                            |                     | Modifica les dades a Wikidata |
|        | Cal Mariano      | Ventalló         | masia        |                                                  | 42° 09′ 53″ N, 3° 00′ 30″ E / 42.164646204391°N,3.00820785596895°E                              |                                            |                     | Modifica les dades a Wikidata |
|        | Cal Milionari    | Ventalló         | masia        |                                                  | 42° 08′ 58″ N, 3° 01′ 19″ E / 42.1493334710208°N,3.02201547362741°E                             |                                            |                     | Modifica les dades a Wikidata |
|        | Cal Moriscot     | Ventalló         | masia        |                                                  | 42° 09′ 51″ N, 3° 00′ 29″ E / 42.1640788058116°N,3.00813514738626°E                             |                                            |                     | Modifica les dades a Wikidata |
|        | Cal Rajoler      | Ventalló         | masia        |                                                  | 42° 09′ 47″ N, 3° 00′ 37″ E / 42.1630609008253°N,3.01037456779364°E                             |                                            |                     | Modifica les dades a Wikidata |
|        | Cal Sabater      | Ventalló         | masia        |                                                  | 42° 08′ 33″ N, 3° 03′ 54″ E / 42.1424903611631°N,3.0648775382731°E                              |                                            |                     | Modifica les dades a Wikidata |
|        | Cal Saliner      | Ventalló         | masia        |                                                  | 42° 09′ 18″ N, 3° 04′ 14″ E / 42.154960912444°N,3.07056711276922°E                              |                                            |                     | Modifica les dades a Wikidata |
|        | Cal Sastre Gener | Ventalló         | masia        |                                                  | 42° 08′ 54″ N, 3° 01′ 35″ E / 42.1483688751096°N,3.02632376477991°E                             |                                            |                     | Modifica les dades a Wikidata |
|        | Can Badosa       | Ventalló         | masia        |                                                  | 42° 08′ 52″ N, 3° 01′ 20″ E / 42.1478743798229°N,3.02226912656856°E                             |                                            |                     | Modifica les dades a Wikidata |
|        | Can Baltasar     | Ventalló         | masia        |                                                  | 42° 08′ 59″ N, 3° 01′ 37″ E / 42.1498547674685°N,3.02705057021175°E                             |                                            |                     | Modifica les dades a Wikidata |
|        | Can Barrera      | Ventalló         | masia        |                                                  | 42° 09′ 43″ N, 3° 00′ 49″ E / 42.1618897409605°N,3.01350968977425°E                             |                                            |                     | Modifica les dades a Wikidata |
|        | Can Bosc         | Ventalló         | masia        |                                                  | 42° 08′ 31″ N, 3° 04′ 00″ E / 42.1420570254504°N,3.06666814416105°E                             |                                            |                     | Modifica les dades a Wikidata |
|        | Can Bosc         | Ventalló         | masia        |                                                  | 42° 10′ 10″ N, 3° 03′ 39″ E / 42.1693857110543°N,3.06090974189694°E                             |                                            |                     | Modifica les dades a Wikidata |
|        | Can Bosser       | Ventalló         | masia        |                                                  | 42° 09′ 17″ N, 3° 04′ 14″ E / 42.1546727591789°N,3.0704820641002°E                              |                                            |                     | Modifica les dades a Wikidata |
|        | Can Burc         | Ventalló         | masia        |                                                  | 42° 08′ 36″ N, 3° 04′ 01″ E / 42.1433988859675°N,3.06683897893605°E                             |                                            |                     | Modifica les dades a Wikidata |
|        | Can Canadell     | Ventalló         | masia        |                                                  | 42° 08′ 28″ N, 3° 04′ 04″ E / 42.1412367300237°N,3.0678774357805°E                              |                                            |                     | Modifica les dades a Wikidata |
|        | Can Cibet        | Ventalló         | masia        |                                                  | 42° 09′ 00″ N, 3° 01′ 18″ E / 42.1499369618748°N,3.02170100009024°E                             |                                            |                     | Modifica les dades a Wikidata |
|        | Can Clotes       | Ventalló         | masia        |                                                  | 42° 09′ 43″ N, 3° 02′ 12″ E / 42.1620468117295°N,3.03660699164584°E                             |                                            |                     | Modifica les dades a Wikidata |
|        | Can Conill       | Ventalló         | masia        |                                                  | 42° 08′ 55″ N, 3° 01′ 34″ E / 42.1486211215057°N,3.02603339900723°E                             |                                            |                     | Modifica les dades a Wikidata |
|        | Can Constants    | Ventalló         | masia        |                                                  | 42° 09′ 00″ N, 3° 01′ 36″ E / 42.1499899826485°N,3.02654229384055°E                             |                                            |                     | Modifica les dades a Wikidata |
|        | Can Costa        | Ventalló         | masia        |                                                  | 42° 09′ 42″ N, 3° 02′ 15″ E / 42.1617763459038°N,3.03745421618854°E                             |                                            |                     | Modifica les dades a Wikidata |
|        | Can Cosí         | Ventalló         | masia        |                                                  | 42° 08′ 52″ N, 3° 01′ 33″ E / 42.1477295474169°N,3.02575467025965°E                             |                                            |                     | Modifica les dades a Wikidata |
|        | Can Figa         | Ventalló         | masia        |                                                  | 42° 09′ 48″ N, 3° 00′ 22″ E / 42.1632053159716°N,3.00599232524872°E                             |                                            |                     | Modifica les dades a Wikidata |
|        | Can Font         | Ventalló         | masia        |                                                  | 42° 09′ 08″ N, 3° 01′ 50″ E / 42.1523126348017°N,3.03058587716023°E                             |                                            |                     | Modifica les dades a Wikidata |
|        | Can Francesc     | Ventalló         | masia        |                                                  | 42° 10′ 12″ N, 3° 03′ 46″ E / 42.1700512190109°N,3.06270221815733°E                             |                                            |                     | Modifica les dades a Wikidata |
|        | Can Gatius Vell  | Ventalló         | masia        |                                                  | 42° 09′ 40″ N, 3° 02′ 03″ E / 42.161084°N,3.034138°E                                            | bé cultural d'interès local                |                     | Modifica les dades a Wikidata |
|        | Can Geli         | Ventalló Montiró | masia        | Estil: arquitectura popular                      | 42° 09′ 20″ N, 3° 04′ 11″ E / 42.155445°N,3.069758°E 5 msnm                                     | bé integrant del patrimoni cultural català | Can Geli (Ventalló) | Modifica les dades a Wikidata |
|        | Can Gispert      | Ventalló         | masia        |                                                  | 42° 08′ 16″ N, 3° 04′ 13″ E / 42.1376867570559°N,3.07025751114048°E                             |                                            |                     | Modifica les dades a Wikidata |
|        | Can Guixeres     | Ventalló         | masia        |                                                  | 42° 09′ 38″ N, 3° 02′ 41″ E / 42.1606659185503°N,3.04481353703291°E                             |                                            |                     | Modifica les dades a Wikidata |
|        | Can Jovitx       | Ventalló         | masia        |                                                  | 42° 09′ 39″ N, 3° 02′ 07″ E / 42.1609123799821°N,3.03540791599362°E                             |                                            |                     | Modifica les dades a Wikidata |
|        | Can Júlio        | Ventalló         | masia        |                                                  | 42° 09′ 41″ N, 3° 02′ 44″ E / 42.1613771534579°N,3.04550404434593°E                             |                                            |                     | Modifica les dades a Wikidata |
|        | Can Lleonarda    | Ventalló         | masia        |                                                  | 42° 08′ 53″ N, 3° 01′ 25″ E / 42.1479912023257°N,3.02357627081611°E                             |                                            |                     | Modifica les dades a Wikidata |
|        | Can Lloberes     | Ventalló         | masia        |                                                  | 42° 09′ 03″ N, 3° 01′ 21″ E / 42.1508014347928°N,3.02245170268022°E                             |                                            |                     | Modifica les dades a Wikidata |
|        | Can Magret       | Ventalló         | masia        |                                                  | 42° 08′ 33″ N, 3° 04′ 28″ E / 42.1426195671637°N,3.07457119956069°E                             |                                            |                     | Modifica les dades a Wikidata |
|        | Can Manescal     | Ventalló         | masia        |                                                  | 42° 09′ 41″ N, 3° 02′ 15″ E / 42.1612989981942°N,3.03747814535905°E                             |                                            |                     | Modifica les dades a Wikidata |
|        | Can Mosset       | Ventalló         | masia        |                                                  | 42° 09′ 13″ N, 3° 01′ 47″ E / 42.153618823679°N,3.02960609173351°E                              |                                            |                     | Modifica les dades a Wikidata |
|        | Can Palol        | Ventalló         | masia        |                                                  | 42° 09′ 48″ N, 3° 00′ 30″ E / 42.1634303260036°N,3.00838928507191°E                             |                                            |                     | Modifica les dades a Wikidata |
|        | Can Pedrosa      | Ventalló         | masia        |                                                  | 42° 08′ 49″ N, 3° 01′ 30″ E / 42.147045221718°N,3.02501613256458°E                              |                                            |                     | Modifica les dades a Wikidata |
|        | Can Pedró        | Ventalló         | masia        |                                                  | 42° 08′ 51″ N, 3° 01′ 45″ E / 42.1475305982283°N,3.02913124866204°E                             |                                            |                     | Modifica les dades a Wikidata |
|        | Can Petit        | Ventalló         | masia        |                                                  | 42° 08′ 22″ N, 3° 04′ 04″ E / 42.1393994161797°N,3.0678754735522°E                              |                                            |                     | Modifica les dades a Wikidata |
|        | Can Pitonegre    | Ventalló         | masia        |                                                  | 42° 08′ 53″ N, 3° 01′ 36″ E / 42.1480175149453°N,3.02679562893202°E                             |                                            |                     | Modifica les dades a Wikidata |
|        | Can Por          | Ventalló         | masia        |                                                  | 42° 09′ 56″ N, 3° 00′ 31″ E / 42.1656008442489°N,3.00874065059101°E                             |                                            |                     | Modifica les dades a Wikidata |
|        | Can Prim         | Ventalló         | masia        |                                                  | 42° 09′ 22″ N, 3° 01′ 24″ E / 42.1561690632632°N,3.02345826222714°E                             |                                            |                     | Modifica les dades a Wikidata |
|        | Can Puig         | Ventalló         | masia        |                                                  | 42° 08′ 19″ N, 3° 04′ 44″ E / 42.138482631391°N,3.07901951245791°E                              |                                            |                     | Modifica les dades a Wikidata |
|        | Can Puigverd     | Ventalló         | masia        |                                                  | 42° 09′ 05″ N, 3° 01′ 24″ E / 42.1512965948342°N,3.02342015271022°E                             |                                            |                     | Modifica les dades a Wikidata |
|        | Can Quaranta     | Ventalló         | masia        |                                                  | 42° 09′ 40″ N, 3° 02′ 39″ E / 42.1610084389389°N,3.04409956670397°E                             |                                            |                     | Modifica les dades a Wikidata |
|        | Can Queixàs      | Ventalló         | masia        |                                                  | 42° 09′ 42″ N, 3° 02′ 10″ E / 42.161722696234°N,3.03624364207769°E                              |                                            |                     | Modifica les dades a Wikidata |
|        | Can Quirc        | Ventalló         | masia        |                                                  | 42° 08′ 46″ N, 3° 01′ 03″ E / 42.1462450579445°N,3.01739125779855°E                             |                                            |                     | Modifica les dades a Wikidata |
|        | Can Rajadera     | Ventalló         | masia        |                                                  | 42° 09′ 09″ N, 3° 01′ 34″ E / 42.1524668752227°N,3.02599866392438°E                             |                                            |                     | Modifica les dades a Wikidata |
|        | Can Romans       | Ventalló         | masia        |                                                  | 42° 08′ 44″ N, 3° 01′ 42″ E / 42.1455763927114°N,3.02836790480432°E                             |                                            |                     | Modifica les dades a Wikidata |
|        | Can Ros          | Ventalló         | masia        |                                                  | 42° 08′ 35″ N, 3° 03′ 56″ E / 42.1429493180821°N,3.06553150657847°E                             |                                            |                     | Modifica les dades a Wikidata |
|        | Can Roure        | Ventalló         | masia        |                                                  | 42° 08′ 16″ N, 3° 04′ 11″ E / 42.1377681986237°N,3.06962835640206°E                             |                                            |                     | Modifica les dades a Wikidata |
|        | Can Salvador     | Ventalló         | masia        |                                                  | 42° 09′ 40″ N, 3° 02′ 08″ E / 42.1612455798147°N,3.03552915509925°E                             |                                            |                     | Modifica les dades a Wikidata |
|        | Can Sau          | Ventalló         | masia        |                                                  | 42° 09′ 16″ N, 3° 04′ 09″ E / 42.1545474357316°N,3.06922310316281°E                             |                                            |                     | Modifica les dades a Wikidata |
|        | Can Serra        | Ventalló         | masia        |                                                  | 42° 09′ 49″ N, 3° 00′ 28″ E / 42.1635744704067°N,3.00779612099561°E                             |                                            |                     | Modifica les dades a Wikidata |
|        | Can Tiana        | Ventalló         | masia        |                                                  | 42° 09′ 42″ N, 3° 02′ 09″ E / 42.1615697240805°N,3.03580776053716°E                             |                                            |                     | Modifica les dades a Wikidata |
|        | Can Torrent      | Ventalló         | masia        |                                                  | 42° 10′ 14″ N, 3° 03′ 43″ E / 42.170546932686°N,3.06203681686923°E                              |                                            |                     | Modifica les dades a Wikidata |
|        | Can Vinyals      | Ventalló         | masia        |                                                  | 42° 08′ 21″ N, 3° 03′ 49″ E / 42.1392937326147°N,3.06370046348383°E                             |                                            |                     | Modifica les dades a Wikidata |
|        | Mas Blanc        | Ventalló         | masia        |                                                  | 42° 09′ 15″ N, 3° 03′ 54″ E / 42.1540546015693°N,3.06491355537515°E                             |                                            |                     | Modifica les dades a Wikidata |
|        | Mas Clarà        | Ventalló         | masia        | Estil: arquitectura popular                      | 42° 10′ 14″ N, 3° 03′ 45″ E / 42.170504°N,3.062632°E                                            | bé cultural d'interès local                | Mas Clarà           | Modifica les dades a Wikidata |
|        | Mas Gros         | Ventalló         | masia        |                                                  | 42° 08′ 43″ N, 3° 03′ 52″ E / 42.145318634184°N,3.06443264075796°E                              | bé cultural d'interès local                |                     | Modifica les dades a Wikidata |
|        | Mas Joanic       | Ventalló         | masia        |                                                  | 42° 09′ 32″ N, 3° 03′ 19″ E / 42.1589320905611°N,3.05534357023432°E                             |                                            |                     | Modifica les dades a Wikidata |
|        | Mas Perramon     | Ventalló         | masia        | Estil: arquitectura popular                      | 42° 08′ 56″ N, 3° 01′ 39″ E / 42.148866°N,3.027409°E ca:Carrer del Pou / Carrer del Mar 26 msnm | bé cultural d'interès nacional             | Can Parramon        | Modifica les dades a Wikidata |
|        | Mas Petit        | Ventalló         | masia        |                                                  | 42° 08′ 41″ N, 3° 03′ 54″ E / 42.144705855297°N,3.0650371285189°E                               |                                            |                     | Modifica les dades a Wikidata |
|        | Mas Vila-rodona  | Ventalló         | masia        |                                                  | 42° 09′ 44″ N, 3° 04′ 12″ E / 42.1621303347649°N,3.07005454212838°E                             |                                            |                     | Modifica les dades a Wikidata |
|        | Mas del Vall     | Ventalló         | masia        |                                                  | 42° 08′ 42″ N, 3° 03′ 54″ E / 42.1451201923838°N,3.06496493902024°E                             |                                            |                     | Modifica les dades a Wikidata |
|        | la Ceiba         | Ventalló         | masia        | Estil: modernisme català arquitectura modernista | 42° 10′ 17″ N, 3° 03′ 47″ E / 42.171318°N,3.063099°E                                            | bé cultural d'interès local                |                     | Modifica les dades a Wikidata |

## molí d'aigua
| imatge | Nom                        | Ubicat a             | instància de | Detalls                     | coordenades | Protecció                   | Commons (més fotos) | Dades a WD                    |
| ------ | -------------------------- | -------------------- | ------------ | --------------------------- | --- | --------------------------- | ------------------- | ----------------------------- |
|        | Molí de l'Arbre Sec        | Ventalló l'Arbre Sec | molí d'aigua | Estil: arquitectura popular | 42° 09′ 44″ N, 3° 02′ 43″ E / 42.162316°N,3.045168°E ca:Cruïlla de les carreteres de l'Armentera i de Viladamat | bé cultural d'interès local |                     | Modifica les dades a Wikidata |
|        | Molí de les Roques del Tit | Ventalló             | molí d'aigua |                             | 42° 09′ 56″ N, 3° 01′ 02″ E / 42.1654189°N,3.0172609°E                                                          |                             |                     | Modifica les dades a Wikidata |

## muntanya
| imatge | Nom                | Ubicat a           | instància de | Detalls | coordenades                                                        | Protecció | Commons (més fotos) | Dades a WD                    |
| ------ | ------------------ | ------------------ | ------------ | ------- | ------------------------------------------------------------------ | --------- | ------------------- | ----------------------------- |
|        | Puig d'en Ferriol  | Ventalló           | muntanya     |         | 42° 08′ 15″ N, 3° 01′ 19″ E / 42.13756111°N,3.02198611°E 75.5 msnm |           |                     | Modifica les dades a Wikidata |
|        | Puig de l'Emili    | Ventalló           | muntanya     |         | 42° 08′ 20″ N, 3° 01′ 08″ E / 42.139°N,3.01884°E 82 msnm           |           |                     | Modifica les dades a Wikidata |
|        | Puig de la Verneda | Ventalló Viladamat | muntanya     |         | 42° 08′ 16″ N, 3° 04′ 42″ E / 42.13788889°N,3.07833056°E 5.6 msnm  |           |                     | Modifica les dades a Wikidata |

## nucli de població
| imatge | Nom       | Ubicat a          | instància de                                           | Detalls | coordenades                                                             | Protecció | Commons (més fotos) | Dades a WD                    |
| ------ | --------- | ----------------- | ------------------------------------------------------ | ------- | ----------------------------------------------------------------------- | --------- | ------------------- | ----------------------------- |
|        | Can Jordi | Ventalló Saldet   | nucli de població nucli d'entitat singular de població | 43 hab  | 42° 09′ 58″ N, 3° 04′ 14″ E / 42.166244°N,3.070506°E 6 msnm             |           |                     | Modifica les dades a Wikidata |
|        | Mas Gros  | Ventalló Pelacalç | nucli de població nucli d'entitat singular de població | 232 hab | 42° 08′ 46″ N, 3° 03′ 47″ E / 42.14608789239°N,3.0630135077883°E 6 msnm |           |                     | Modifica les dades a Wikidata |

## pont
| imatge | Nom                 | Ubicat a | instància de | Detalls          | coordenades                                                         | Protecció | Commons (més fotos) | Dades a WD                    |
| ------ | ------------------- | -------- | ------------ | ---------------- | ------------------------------------------------------------------- | --------- | ------------------- | ----------------------------- |
|        | Pont Alt            | Ventalló | pont         |                  | 42° 08′ 49″ N, 3° 05′ 45″ E / 42.1470079711957°N,3.09578013949433°E |           |                     | Modifica les dades a Wikidata |
|        | Pont de Torroella   | Ventalló | pont         | Travessa: Fluvià | 42° 09′ 51″ N, 3° 02′ 35″ E / 42.1642601888708°N,3.04295176355259°E |           |                     | Modifica les dades a Wikidata |
|        | Pont del Rec Madral | Ventalló | pont         |                  | 42° 09′ 03″ N, 3° 05′ 39″ E / 42.1507379519958°N,3.09418812299368°E |           |                     | Modifica les dades a Wikidata |

## rectoria
| imatge | Nom                 | Ubicat a         | instància de | Detalls                     | coordenades                                                 | Protecció                                  | Commons (més fotos) | Dades a WD                    |
| ------ | ------------------- | ---------------- | ------------ | --------------------------- | ----------------------------------------------------------- | ------------------------------------------ | ------------------- | ----------------------------- |
|        | Rectoria de Montiró | Ventalló Montiró | rectoria     | Estil: arquitectura popular | 42° 09′ 17″ N, 3° 04′ 11″ E / 42.154842°N,3.069782°E 5 msnm | bé integrant del patrimoni cultural català | Rectoria de Montiró | Modifica les dades a Wikidata |
|        | Rectoria de Saldet  | Ventalló         | rectoria     | Estil: arquitectura popular | 42° 10′ 16″ N, 3° 03′ 46″ E / 42.171201°N,3.062754°E        | bé cultural d'interès local                | Rectoria de Saldet  | Modifica les dades a Wikidata |

## serra
| imatge | Nom               | Ubicat a | instància de | Detalls | coordenades                                                  | Protecció | Commons (més fotos) | Dades a WD                    |
| ------ | ----------------- | -------- | ------------ | ------- | ------------------------------------------------------------ | --------- | ------------------- | ----------------------------- |
|        | serra de Ventalló | Ventalló | serra        |         | 42° 07′ 53″ N, 3° 02′ 02″ E / 42.1314°N,3.03375°E 167.4 msnm |           |                     | Modifica les dades a Wikidata |
|        | serra de la Creu  | Ventalló | serra        |         | 42° 09′ 07″ N, 3° 00′ 46″ E / 42.1519°N,3.01281°E 81.4 msnm  |           |                     | Modifica les dades a Wikidata |

## Misc
| imatge | Nom                               | Ubicat a                                | instància de      | Detalls                                                      | coordenades                                                                                              | Protecció                                            | Commons (més fotos)               | Dades a WD                    |
| ------ | --------------------------------- | --------------------------------------- | ----------------- | ------------------------------------------------------------ | --- | ---------------------------------------------------- | --------------------------------- | ----------------------------- |
|        | Ajuntament de Ventalló            | Ventalló                                | casa consistorial | Estil: arquitectura popular                                  | 42° 08′ 56″ N, 3° 01′ 37″ E / 42.149024°N,3.026858°E ca:Plaça Major, 1 29 msnm                           | bé integrant del patrimoni cultural català           | Ajuntament de Ventalló            | Modifica les dades a Wikidata |
|        | Escola de Ventalló                | Ventalló                                | edifici escolar   | Arquitecte: Joan Roca i Pinet Estil: noucentisme             | 42° 09′ 02″ N, 3° 01′ 34″ E / 42.150672°N,3.026211°E 26 msnm                                             | bé cultural d'interès local                          | CEIP Ventalló                     | Modifica les dades a Wikidata |
|        | Fluvià                            | Comarques gironines província de Girona | curs d'aigua      | Desemboca: mar Mediterrània Llarg: 70km Conca: 973.8km²      | 42° 05′ 36″ N, 2° 27′ 33″ E / 42.0934°N,2.4591°E 42° 12′ 07″ N, 3° 06′ 38″ E / 42.2019°N,3.1106°E 2 msnm |                                                      | Fluvià                            | Modifica les dades a Wikidata |
|        | Llindes portes d'accés habitatges | Ventalló                                | llinda            | Estil: arquitectura popular                                  | 42° 08′ 55″ N, 3° 01′ 35″ E / 42.148709°N,3.026525°E                                                     | bé cultural d'interès local                          | Llindes portes d'accés habitatges | Modifica les dades a Wikidata |
|        | Pou de glaç                       | Ventalló                                | pou de neu        | Estil: arquitectura popular                                  | | bé cultural d'interès local                          |                                   | Modifica les dades a Wikidata |
|        | Torre a Cal Ferrer                | Vila-robau                              | torre de defensa  | Estil: arquitectura gòtica arquitectura popular 15th century | 42° 09′ 54″ N, 3° 00′ 31″ E / 42.164911°N,3.008548°E ca:Pl. Rectoria, Vila-robau 25 msnm                 | bé d'interès cultural bé cultural d'interès nacional | Torre a Cal Ferrer                | Modifica les dades a Wikidata |
|        | carrer porxat de Vila-robau       | Ventalló                                | porxe carrer      | Estil: arquitectura popular                                  | 42° 09′ 54″ N, 3° 00′ 32″ E / 42.164964°N,3.008912°E ca:Carrer de Palol (Vila-robau) 23 msnm             | bé integrant del patrimoni cultural català           | Carrer porxat de Vila-robau       | Modifica les dades a Wikidata |
|        | castell de Pelacalç               | Ventalló Pelacalç                       | castell           | Estil: arquitectura popular 12nd century                     | 42° 08′ 43″ N, 3° 04′ 15″ E / 42.1453°N,3.07083°E ca:Dins el nucli urbà de Pelacalç 4 msnm               | bé d'interès cultural bé cultural d'interès nacional |                                   | Modifica les dades a Wikidata |
|        | cobert d'en Carbó                 | Ventalló                                | cabana            |                                                              | 42° 09′ 53″ N, 3° 04′ 16″ E / 42.1646065302805°N,3.07097732781036°E                                      |                                                      |                                   | Modifica les dades a Wikidata |
|        | porta i murs de Ventalló          | Ventalló                                | muralla urbana    |                                                              | 42° 08′ 54″ N, 3° 01′ 37″ E / 42.148403°N,3.026844°E 28 msnm                                             | bé d'interès cultural bé cultural d'interès nacional |                                   | Modifica les dades a Wikidata |
|        | pou i font del Carrer del Pou     | Ventalló                                | pou               | Estil: arquitectura popular                                  | 42° 08′ 59″ N, 3° 01′ 38″ E / 42.149695°N,3.027119°E 26 msnm                                             | bé integrant del patrimoni cultural català           | Pou i font del Carrer del Pou     | Modifica les dades a Wikidata |